# John J. Pershing
John Joseph Pershing (Laclede, 13 de setembro de 1860 – Washington, D.C., 15 de julho de 1948) foi um militar norte-americano do Exército dos Estados Unidos que conduziu as Forças Expedicionárias Americanas na Primeira Guerra Mundial entre 1917 e 1918.
Pershing rejeitou os pedidos britânicos e franceses para que as forças americanas estivessem integradas com os seus exércitos, e insistiu em que as FEA operassem como unidade única sob o seu comando, apesar de algumas divisões terem lutado sob a liderança britânica; algumas das suas tropas de reserva juntaram-se ao exército francês. Os primeiros combates com a intervenção das forças norte-americanas, ocorreram em Cantigny, Chateau-Thierry, Belleau e Soissons. Para acelerar a chegada das tropas americanas, os soldados partiram para França, deixando o equipamento pesado para trás, e utilizaram os tanques, artilharia, aeronaves e munições dos britânicos e dos franceses. Em Setembro de 1918, em Saint Mihiel, o Primeiro Exército estava sob as ordens directas de Pershing; o seu exército conquistou o saliente que estava sob controlo dos alemães havia três anos. Pershing mobilizou 600 000 homens para combater uma forte defesa nas florestas de Argonne, mantendo as suas divisões em combate durante 47 dias, juntamente com os franceses. Aquela vitória foi um de muitos factores que levaria os alemães a pedir um armistício, apesar de Pershing querer continuar a guerra.
Pershing é o único norte-americano a ser promovido a General dos Exércitos,  durante a sua vida. Ele serviu de exemplo para uma geração de generais que comandaram os Estados Unidos na Europa durante a Segunda Guerra Mundial, incluindo George Marshall, Dwight D. Eisenhower, Omar Bradley e George S. Patton. Algumas das suas tácticas foram criticadas por outros comandantes contemporâneos e por historiadores actuais. A sua insistência em assaltos frontais, muito depois de os outros exércitos Aliados terem já abandonado esta táctica, tem sido apontada como causadora de baixas americanas desnecessárias.
As suas memórias My Experiences in the World War de 1932, valeram-lhe o Prémio Pulitzer de História.